# Just Kwaou-Mathey
Just Kwaou-Mathey (Parijs, 4 december 1999) is een Frans atleet, gespecialiseerd in de 110 meter horden en 60 meter horden. Hij is meervoudig medaillewinnaar op Europese en wereldkampioenschappen indoor en outdoor.

## Biografie
Kwaou-Mathey begon zijn atletiekcarrière bij Évreux AC en werd in 2018 Frans juniorenkampioen op de 60 meter horden. In 2019 veroverde hij de Franse U23-titel op hetzelfde onderdeel.
In 2022 brak hij door op internationaal niveau. Hij verbeterde zijn persoonlijk record op de 110 meter horden naar 13,25 seconden tijdens de halve finales van de wereldkampioenschappen in Eugene, Oregon, maar miste de finale op 0,03 seconden. Later dat jaar won hij brons op de 110 meter horden tijdens de Europese kampioenschappen in München met een tijd van 13,33 seconden.
In 2023 werd Kwaou-Mathey Frans indoorkampioen op de 60 meter horden en behaalde hij brons op de  Europese kampioenschappen indooratletiek 2023 met een tijd van 7,59 seconden.
Begin 2024 liep hij een persoonlijk record van 7,43 seconden op de 60 meter horden tijdens de ORLEN Cup in Liévin. In maart 2024 won hij brons op de 60 meter horden tijdens de Wereldkampioenschappen indooratletiek 2024 met een tijd van 7,47 seconden.
In april 2024 scheurde Kwaou-Mathey zijn achillespees tijdens een trainingskamp in Dubai, waardoor hij de Olympische Spelen van Parijs moest missen.
Na zijn herstel keerde hij terug op het internationale toneel en won hij in 2025 brons op de 60 meter horden tijdens de Europese kampioenschappen indooratletiek 2023 met een tijd van 7,50 seconden.

## Persoonlijke records
| Onderdeel            | Tijd    | Locatie | Datum            |
| -------------------- | ------- | ------- | ---------------- |
| 110 m horden         | 13,09 s | Parijs  | 9 juni 2023      |
| 60 m horden (indoor) | 7,43 s  | Liévin  | 10 februari 2024 |

## Prestaties
| Jaar | Toernooi  | Plaats    | Onderdeel    | Resultaat |
| ---- | --------- | --------- | ------------ | --------- |
| 2022 | EK        | München   | 110 m horden | Brons     |
| 2023 | EK indoor | Istanboel | 60 m horden  | Brons     |
| 2024 | WK indoor | Glasgow   | 60 m horden  | Brons     |
| 2025 | EK indoor | Apeldoorn | 60 m horden  | Brons     |